# Linda Thelma
Linda Thelma (Ermelinda Spinelli; * 1884; † 23. Juli 1939) war eine argentinische Schauspielerin und Sängerin.

## Leben
Thelma debütierte im Alter von sechs Jahren und trat an Theatern in Komödien und Shows auf. 1909 sang sie als erste Frau in Argentinien argentinische Volksweisen (aires criollos) und Tangos im Teatro Roma. Sie erlangte in den folgenden Jahren große Popularität mit ihren Auftritten im Gauchokostüm mit Sporen und Lacklederstiefeln und kann als Wegbereiterin von Sängerinnen wie Azucena Maizani gelten. Sie tourte auch durch Spanien und trat in Paris auf Einladung von Madame Rasini im Moulin Rouge auf. Dort lernte sie Francisco Canaro kennen, mit dessen Orchester sie 1926 nach New York reiste. 1929 kam sie nach Peru, wo sie den Präsidenten Augusto Leguía y Salcedo kennenlernte und eine Affäre mit ihm hatte, bis sie nach dessen Sturz 1930 aus dem Land ausgewiesen wurde. Nach ihrer Rückkehr nach Argentinien konnte sie an ihre früheren Erfolge nicht mehr anknüpfen. Ihren letzten Auftritt hatte sie 1934 in Ivo Pelays und Asdrúbal Salinas’ Show Café Concierto 1900 am Teatro Comico.
Ab 1908 entstanden bei den Labels Odeon und Era Aufnahmen, von denen vierzehn identifiziert werden konnten, darunter fünf als Solistin (u. a. El pilluza, El pechador und Viejo perdido), acht im Duo mit Ángel Villoldo (u. a. El marido borracho und El lechero y la sirvienta) und eine mit R. Sánchez. 1922–23 nahm Thelma beim Label Victor zehn weitere Titel auf, unter anderem Mi mala cara, Mi ñata und Por cumplir. Auf der B-Seite der letzteren Platte findet sich Rosita Quirogas erste Aufnahme Siempre criolla.

## Anmerkung
1. ↑  Das Geburtsjahr ist unsicher. Laut dem Nachruf in der Zeitung La Nación war sie zum Zeitpunkt ihres Todes 1939 55 Jahre alt, während ihre Sterbeurkunde als Alter 49 Jahre angibt. Die Angabe in der Zeitschrift Crítica, sie habe 1915 ihr fünfundzwanzigjähriges Bühnenjubiläum begangen, nachdem sie sechsjährig debütiert hatte, legt nahe, dass als Geburtsjahr 1884 plausibler und wahrscheinlicher ist. Im Artikel bei Todo Tango lauten die Angaben: geboren am 30. März 1879 in San Felice sul Panaro.

| Personendaten    | Personendaten                             |
| ---------------- | ----------------------------------------- |
| NAME             | Thelma, Linda                             |
| ALTERNATIVNAMEN  | Spinelli, Ermelinda                       |
| KURZBESCHREIBUNG | argentinische Schauspielerin und Sängerin |
| GEBURTSDATUM     | 1884                                      |
| STERBEDATUM      | 23. Juli 1939                             |